# Inning (Gemeinde Hürm)
Inning ist eine Ortschaft und eine Katastralgemeinde in der Marktgemeinde Hürm in Niederösterreich.

## Geografie
Das Dorf liegt drei Kilometer nördlich von Hürm an der Landesstraße L5246 und befindet sich im Einzugsgebiet des Marktbaches, der ganz in der Nähe entspringt. Zum 1. Jänner 2024 gab es in Inning 181 Einwohner.

## Geschichte
Auch im Franziszeischen Kataster von 1822 ist Inning als Straßendorf mit mehreren Gehöften beiderseits der Straße verzeichnet.  Nach den Reformen 1848/1849 konstituierte sich Inning 1850 als selbständige Gemeinde und war bis 1868 dem Amtsbezirk Mank zugeteilt und danach dem Bezirk Melk. Laut Adressbuch von Österreich waren im Jahr 1938 in der Ortsgemeinde Inning ein Elektrotechniker, zwei Gastwirte, ein Gemischtwarenhändler, eine Milchgenossenschaft, ein Schmied, eine Schneiderin, ein Schuster, ein Tischler und mehrere Landwirte ansässig.
In den Jahren 1967–1971 wurden die Gemeinden Hürm, Hainberg, Siegendorf und Inning zu Großgemeinde Hürm zusammengelegt.

## Persönlichkeiten
- Johann Dangl (1870–1944), Abgeordneter zum Landtag von Niederösterreich, war bis 1938 Bürgermeister von Inning